# Cariri do Tocantins
Cariri do Tocantins est une municipalité brésilienne située dans l'État du Tocantins.